# HK Liepāja
Der HK Liepājas  ist ein 2014 gegründeter Eishockeyverein der Stadt Liepāja (Libau) in Lettland, der seine Heimspiele in der Olimpiskā ledus halle austrägt.

## Geschichte
Der HK Liepāja wurde 2014 als Nachfolgeverein des 2013 aufgelösten HK Liepājas Metalurgs gegründet und nahm den Spielbetrieb in der lettischen Eishockeyliga auf.
2016 gewann der Verein den ersten Meistertitel der Vereinsgeschichte.

## Erfolge
- Lettischer Meister 2016

## Trainer
- Igors Ļebedevs (2014–2018)
- Maksims Bogdanovs (seit 2018)

## Bekannte ehemalige Spieler
- Māris Bičevskis
- Daniel Bogdziul
- Roberts Bukarts
- Mark Kaleinikovas